# Cynortula
Cynortula is een geslacht van hooiwagens uit de familie Cosmetidae.
De wetenschappelijke naam Cynortula is voor het eerst geldig gepubliceerd door Roewer in 1912. 

## Soorten
Cynortula omvat de volgende 32 soorten:
- Cynortula alejandra
- Cynortula biprocurvata
- Cynortula bolivari
- Cynortula brevipes
- Cynortula cingulata
- Cynortula figurata
- Cynortula garna
- Cynortula granulata
- Cynortula guttistriata
- Cynortula ignacia
- Cynortula koelpelii
- Cynortula limitata
- Cynortula longipes
- Cynortula modesta
- Cynortula oblongata
- Cynortula patellaris
- Cynortula pectinipes
- Cynortula pedalis
- Cynortula peruviana
- Cynortula pizai
- Cynortula punctata
- Cynortula quadrimaculata
- Cynortula robusta
- Cynortula santarosa
- Cynortula stellata
- Cynortula striata
- Cynortula torquata
- Cynortula unapunctata
- Cynortula undulata
- Cynortula venezuelensis
- Cynortula wheeleri
- Cynortula zaca